# Kalophrynus baluensis
Kalophrynus baluensis és una espècie de granota que viu a Malàisia.